# Mietvilla Krenkelstraße 7

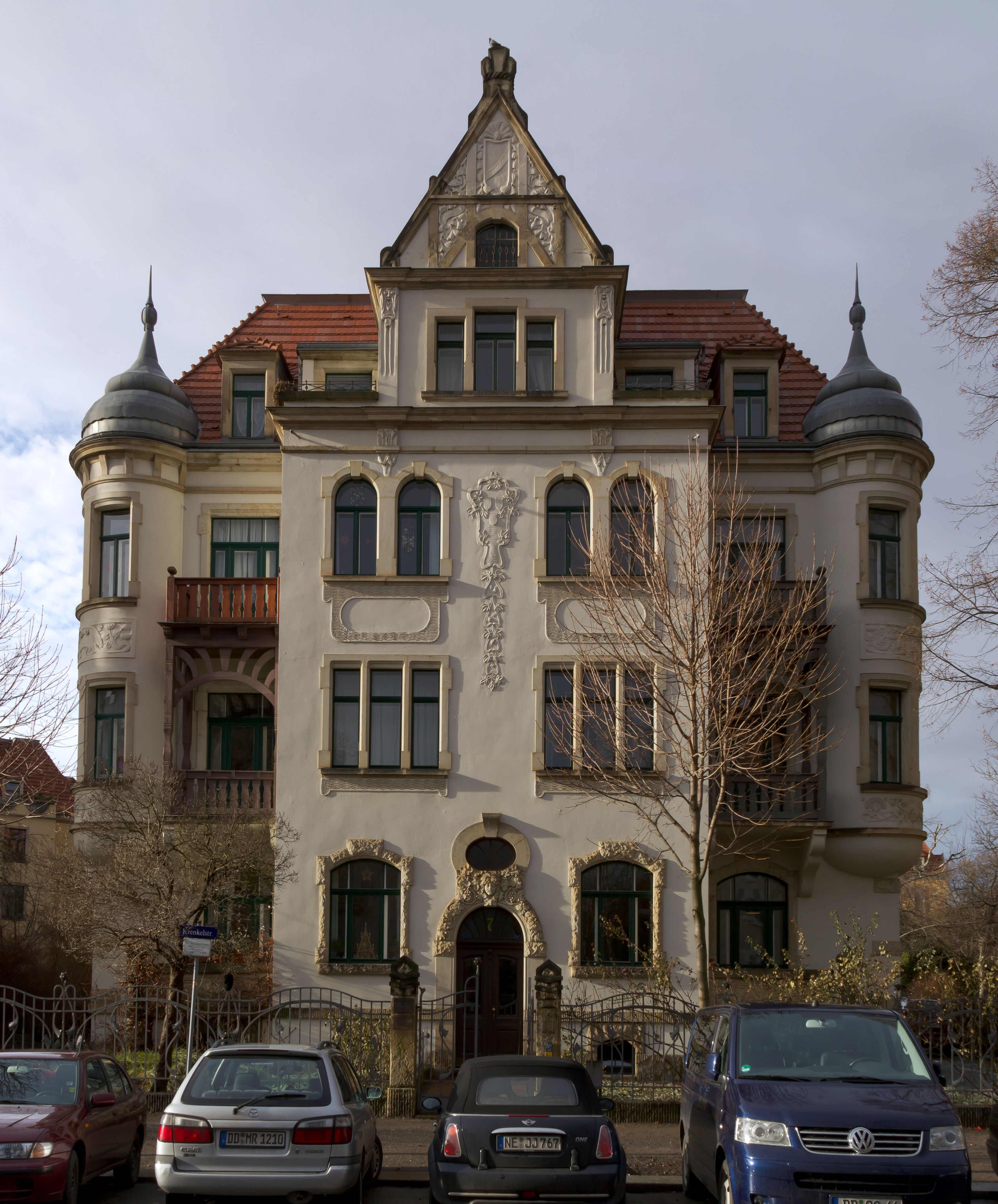

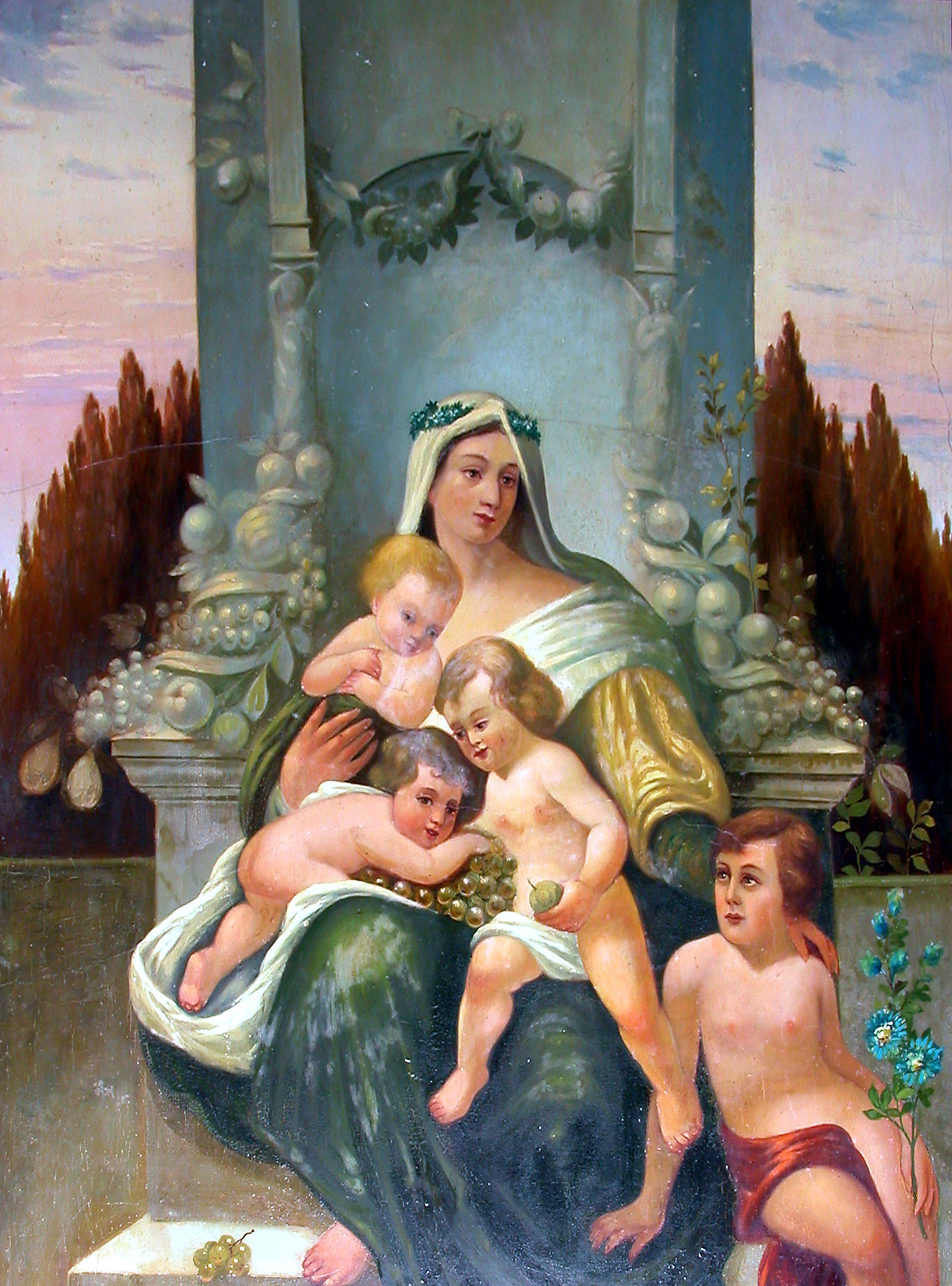
Deckengemälde im Entree

Die Mietvilla Krenkelstraße 7 in Dresden ist ein „stattliches, freistehendes Mietshaus“ im Stadtteil Striesen. Das um 1904 erbaute, denkmalgeschützte Gebäude verfügt über drei Geschosse. Die verputzte Schaufassade ist symmetrisch angeordnet, wobei die Gewände für die unterschiedlich gestalteten Fenster in Sandstein ausgeführt worden sind. Während sich im ersten Obergeschoss Drillingsfenster befinden, sind im zweiten Obergeschoss Zwillingsfenster eingeordnet worden.
Im Eingangsbereich, dessen Wandbereich als eine imitierte Marmorkassettierung ausgeführt wurde, ist ein figürliches Deckengemälde ausgeführt worden: An den Schmalseiten durch eine Mosaikimitation eingefasst, wird eine sitzende Mutter mit vier Kindern dargestellt. Das Treppenhaus zeigt eine von einem breiten Jugendstilornament begleitete Sockelmarmorierung. Die Treppenuntersichten wurden mit Landschaftsmedaillons und Jugendstildekor verziert. Ein Ornamentglasfenster zeigt eine in verschiedenen Grüntönen gehaltene Landschaft mit Sonnenaufgang.